# Universidade de Pristina

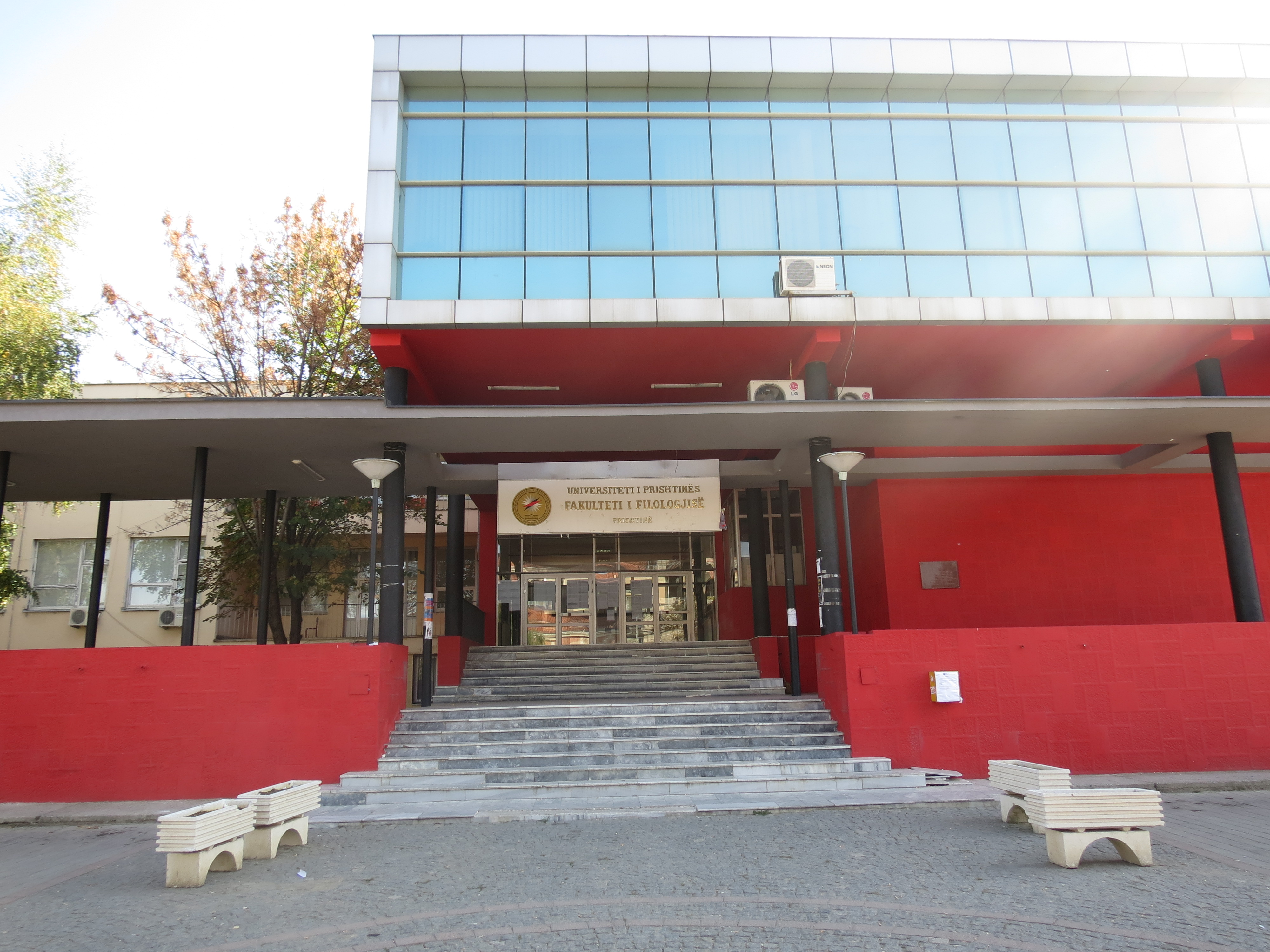
Faculdade de Filologia da Universidade de Pristina, Kosovo (outubro de 2012)

A Universidade de Pristina (em albanês:  Universiteti i Prishtinës; em sérvio:  Универзитет у Приштини, Univerzitet u Prištini; em turco:  Priştina Üniversitesi; em latim: Universitas Studiorum Prishtiniensis) são atualmente duas universidades públicas desmembradas localizadas no Kosovo, compartilhando a mesma história até o ponto de separação que ocorreu em 1999.
A instituição foi aberta como uma universidade na Iugoslávia, na cidade de Pristina, para o ano acadêmico 1969/1970 e funcionou como a Universidade de Pristina até 1999. Entretanto, devido a agitação política, guerra, sucessivas expulsões mútuas da faculdade de uma ou outra etnia, e consequente polarização étnica, atualmente, existem duas instituições separadas, ambas usando o mesmo nome, porém, cada uma refletindo sua identidade étnica:
- Universidade de Prishtina, localizada em Pristina, realizando os cursos em albanês,
- Universidade de Priština, localizada em Kosovska Mitrovica, realizando os cursos em sérvio.